# Acraea quirina
Acraea quirina är en fjärilsart som beskrevs av Fabricius 1781. Acraea quirina ingår i släktet Acraea och familjen praktfjärilar. Inga underarter finns listade i Catalogue of Life.